# La Tour-d’Auvergne
La Tour-d’Auvergne ist eine französische Gemeinde mit 631 Einwohnern (Stand 1. Januar 2022) im Département Puy-de-Dôme in der Region Auvergne-Rhône-Alpes. Sie gehört zum Arrondissement Issoire und zum Kanton Le Sancy.
Die Gemeinde gehört zum Regionalen Naturpark Volcans d’Auvergne. Das Gemeindegebiet wird vom Fluss Burande durchquert. Im Norden entspringt die Mortagne.

## Geschichte
La Tour-d’Auvergne hieß ursprünglich La Tour und ist der Stammsitz des Hauses La Tour, später Haus La Tour d’Auvergne, dessen Namensänderung vom Ort nachvollzogen wurde.

## Bevölkerungsentwicklung
| Jahr                       | 1962 | 1968 | 1975 | 1982 | 1990 | 1999 | 2013 |
| Einwohner                  | 957  | 1025 | 858  | 824  | 778  | 719  | 653  |
| Quellen: Cassini und INSEE |      |      |      |      |      |      |      |

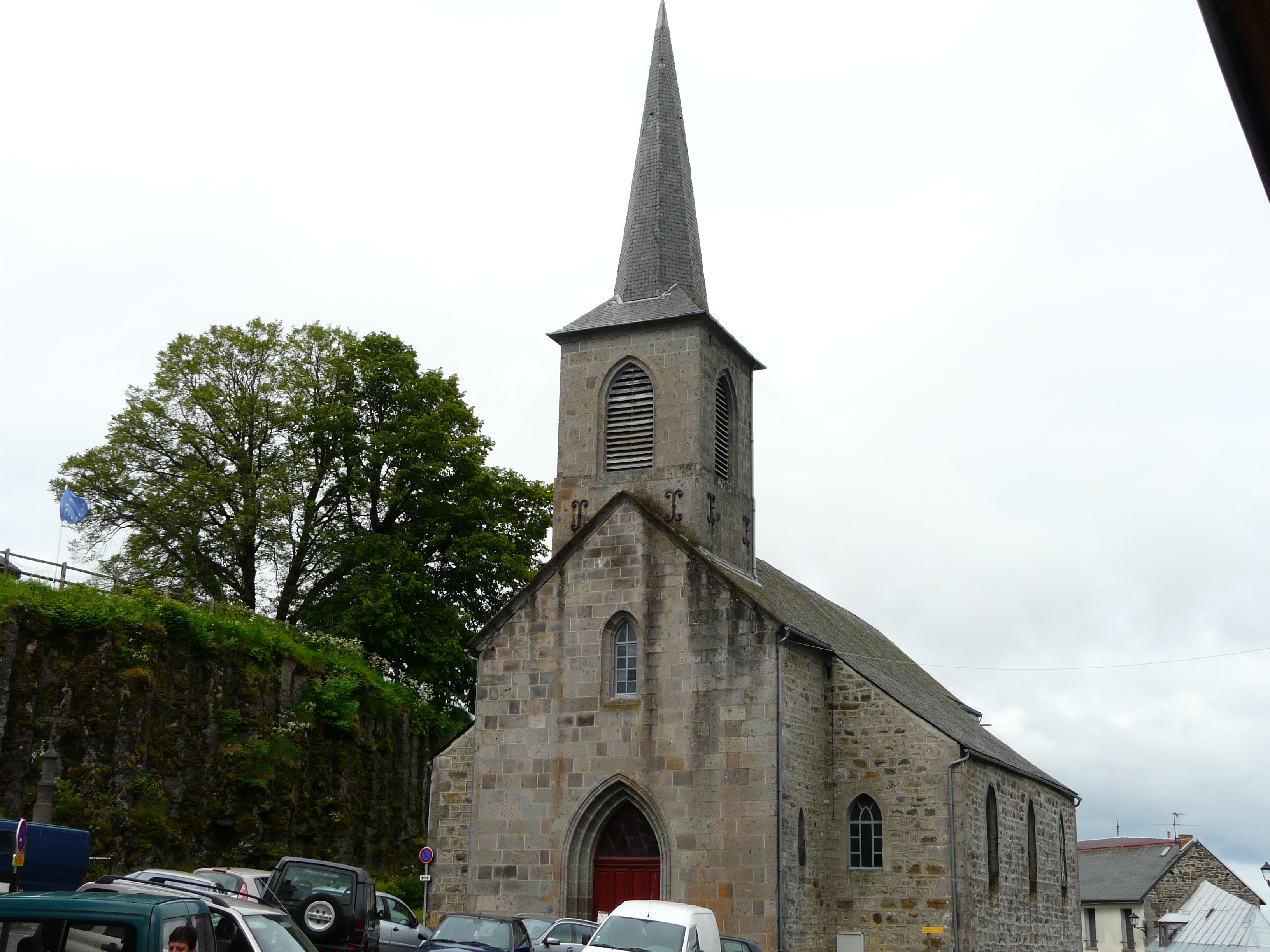
Kirche Saint-Louis
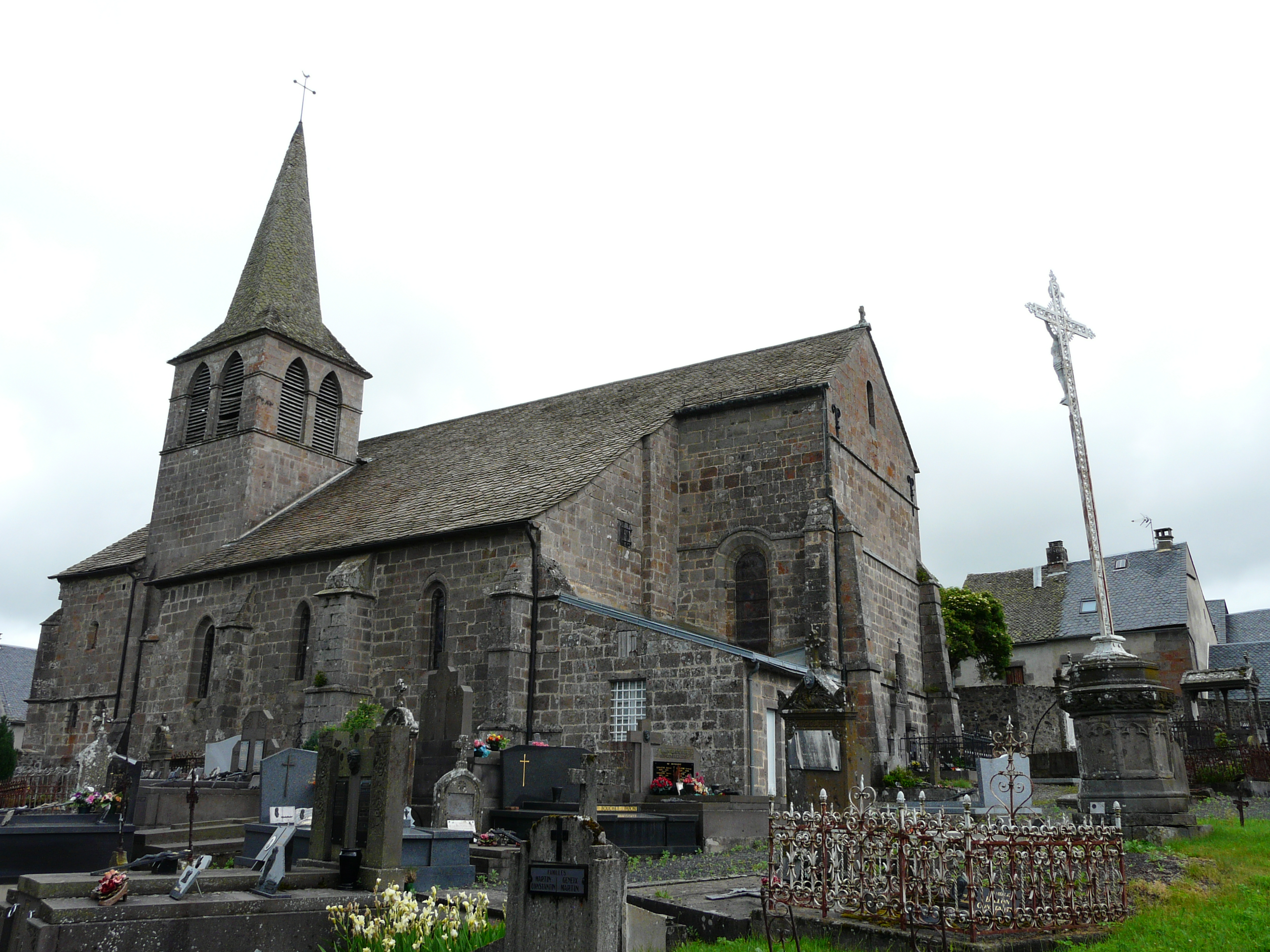
Kirche Saint-Pardoux